# Trương hôi
Trương hôi hay đe chu (danh pháp khoa học: Tapiscia sinensis) là một loài thực vật thuộc họ Tapisciaceae. Đây là loài đặc hữu của Trung Quốc. Chúng hiện đang bị đe dọa mất môi trường sống.